# Cottage Grove (Wisconsin)
Cottage Grov est un village américain situé dans le comté de Dane dans l’État du Wisconsin.

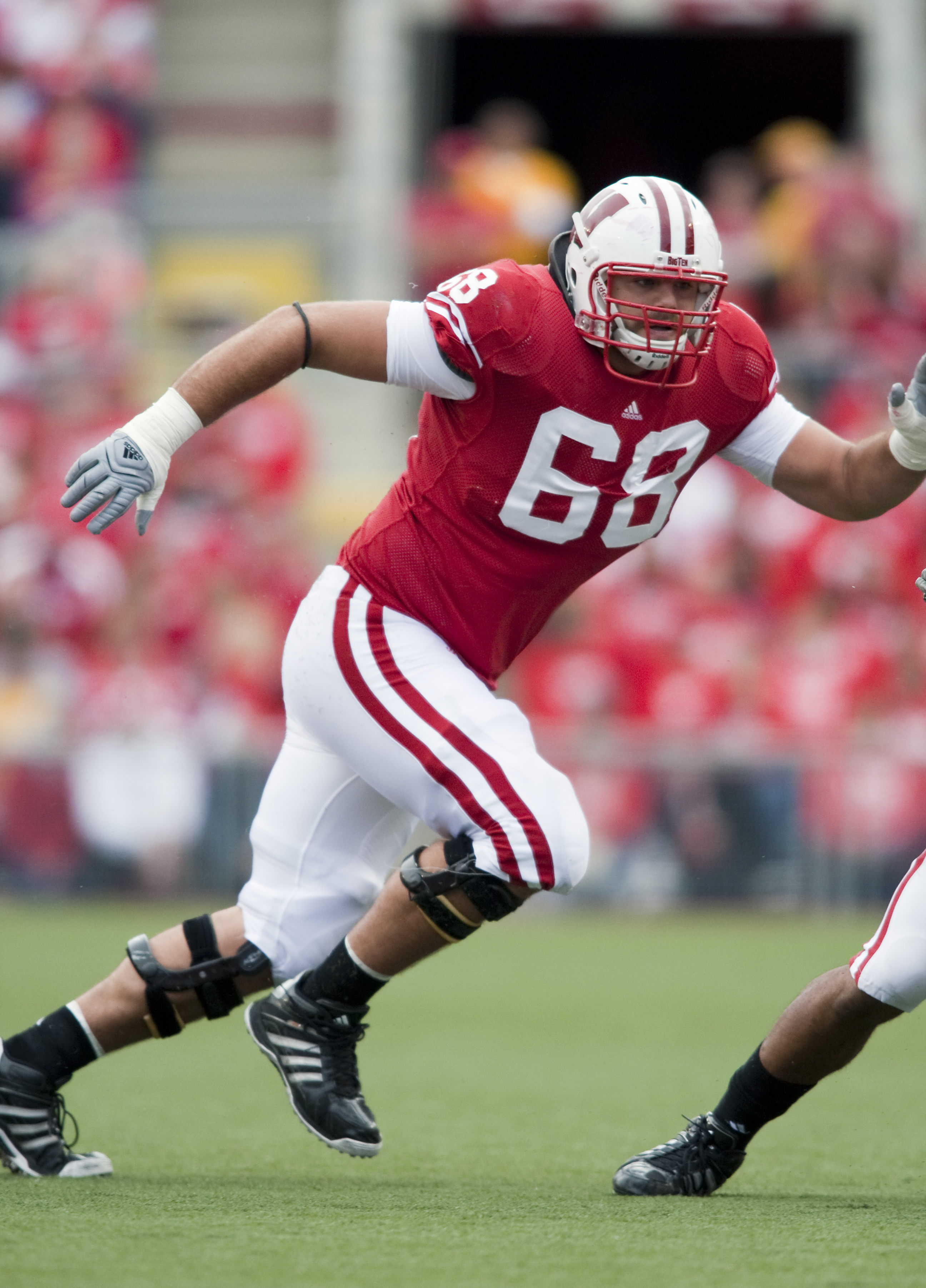
Gabe Carimi

## Traduction
- (en) Cet article est partiellement ou en totalité issu de l’article de Wikipédia en anglais intitulé « Cottage Grove, Wisconsin » (voir la liste des auteurs).